# Svizzera all'Eurovision Song Contest 1981
La Selezione Svizzera per l'Eurofestival 1981 si svolse a Ginevra il 21 febbraio 1981.

## Canzoni in ordine di classifica
| Posizione | Canzone               | Artista           |
| 1.        | Io senza te           | Peter, Sue & Marc |
| 2.        | San Gottardo          | Swiss Union       |
| 3.        | Io                    | Ireen Indra       |
| 4.        | Comme l'eau de la mer | Pascal Auberson   |
| 5.        | Du fehlst mir         | Rose Brown        |
| 6.        | Una cosa meravigliosa | Mariella Farré    |